# Bingo Airways
Bingo Airways Sp. z o.o. war eine polnische Charterfluggesellschaft mit Sitz Warschau.

## Geschichte
Bingo Airways wurde 2011 in Polen von verschiedenen Investoren und Geschäftsleuten gegründet. Chef der Gesellschaft wurde Marek Sidor, der zuvor bei LOT Polish Airlines und deren Regionaltochter euroLOT leitende Positionen innehatte. Die Fluggesellschaft wollte Charterflüge ab Polen zu verschiedenen Urlaubszielen anbieten. Kurz nach der Gründung unterschrieb man mit MCAP einen Leasingvertrag für das erste Flugzeug.
Nachdem das Flugzeug, zuvor für die türkische Izair unterwegs, in Bournemouth gewartet und neu lackiert worden war, verließ es am 17. April die Wartungshalle und wurde kurz danach nach Polen überführt. Am 18. Mai 2012 fand schließlich der Erstflug von Bingo Airways von Katowice nach Hurghada statt.
Mitte Juni 2014 stellte Bingo Airways den Betrieb ein, nachdem ihr durch die polnischen Aufsichtsbehörden die Betriebslizenz entzogen worden war.

## Flugziele
Bingo Airways konzentrierte sich hauptsächlich auf Charterflüge von ihren beiden Basen in Warschau und Katowice zu Ferienzielen in der Mittelmeerregion wie Ägypten, Türkei, Griechenland, Spanien oder Tunesien. Daneben bot Bingo Airways auch Ad-hoc-Charterflüge an.

## Flotte
Mit Stand Juli 2013 bestand die Flotte der Bingo Airways aus vier Flugzeugen:
- 4 Airbus A320-200 mit je 180 Sitzplätzen